# Casino Tycoon
Casino Tycoon – komputerowa gra ekonomiczna wydana na platformę Windows. Producentem gry było Cat Daddy Games, a wydał ją Monte Cristo.
Gra jest symulatorem zarządzania kasynem. W swoim kasynie możesz rozwijać infrastrukturę: restauracje, bary, sklepy z pamiątkami, hotele, sceny, aby przytrzymać klientów kasyna. Dostępne są m.in. takie gry jak ruletka, blackjack, poker, craps, koło fortuny.